# 宝通寺

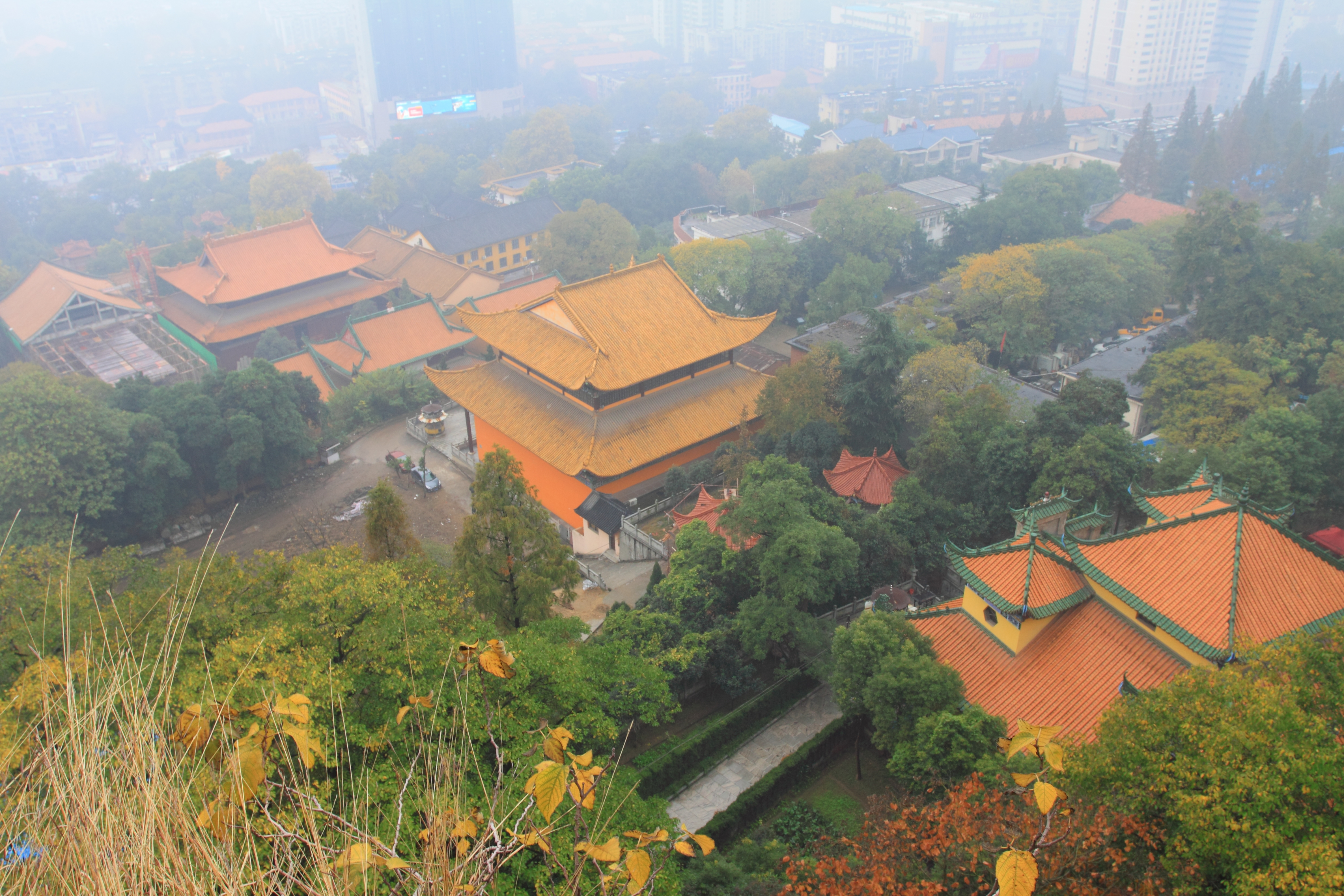
宝通寺

宝通寺（ほうつうじ、中: 宝通寺、拼音: Bǎo tōng sì）は、中華人民共和国湖北省武漢市武昌区にある臨済宗の寺院。宝通禅寺と表記されることもある。
武漢最古の寺で、帰元禅寺、蓮渓寺、古徳寺とあわせて武漢四大寺院（武漢四大叢林）と呼ばれる。
宝通寺（宝通禅寺）の歴史は、南北朝時代の南朝宋（420年-479年）にこの地にあった東山寺まで遡ることができる。
寺伝によれば唐代の貞観年間（627年-649年）に創建され、寺号を弥陀寺とした。その後、南宋の端平年間（1234年-1236年）には崇寧万寿禅寺と改名、元代の1356年には戦火により焼失、明の初代皇帝朱元璋の六男の楚王朱楨（1364年-1424年）が寺院を再建、明代の成化21年（1485年）に宝通禅寺と改名した。清朝末期の太平天国の乱で損壊を受けた宝通寺は、光緒年間に大幅に建て替えられている。

## 伽藍等
- 洪山宝塔 - 元代の1270年に建てられ、1332年に改築、清代の1871年に修復されている。宝通塔とも呼ばれ、高さ45.6mの7層八角形の塔[1]。
- 山門 - 中国仏教会会長 趙樸初書の「宝通禅寺」の木額が掲げられている[1]。
- 聖僧橋
- 放生池
- 接引殿
- 大雄宝殿
- 祖師殿
- 鉄仏殿
- 法界宮
- 華厳洞
- 華厳亭

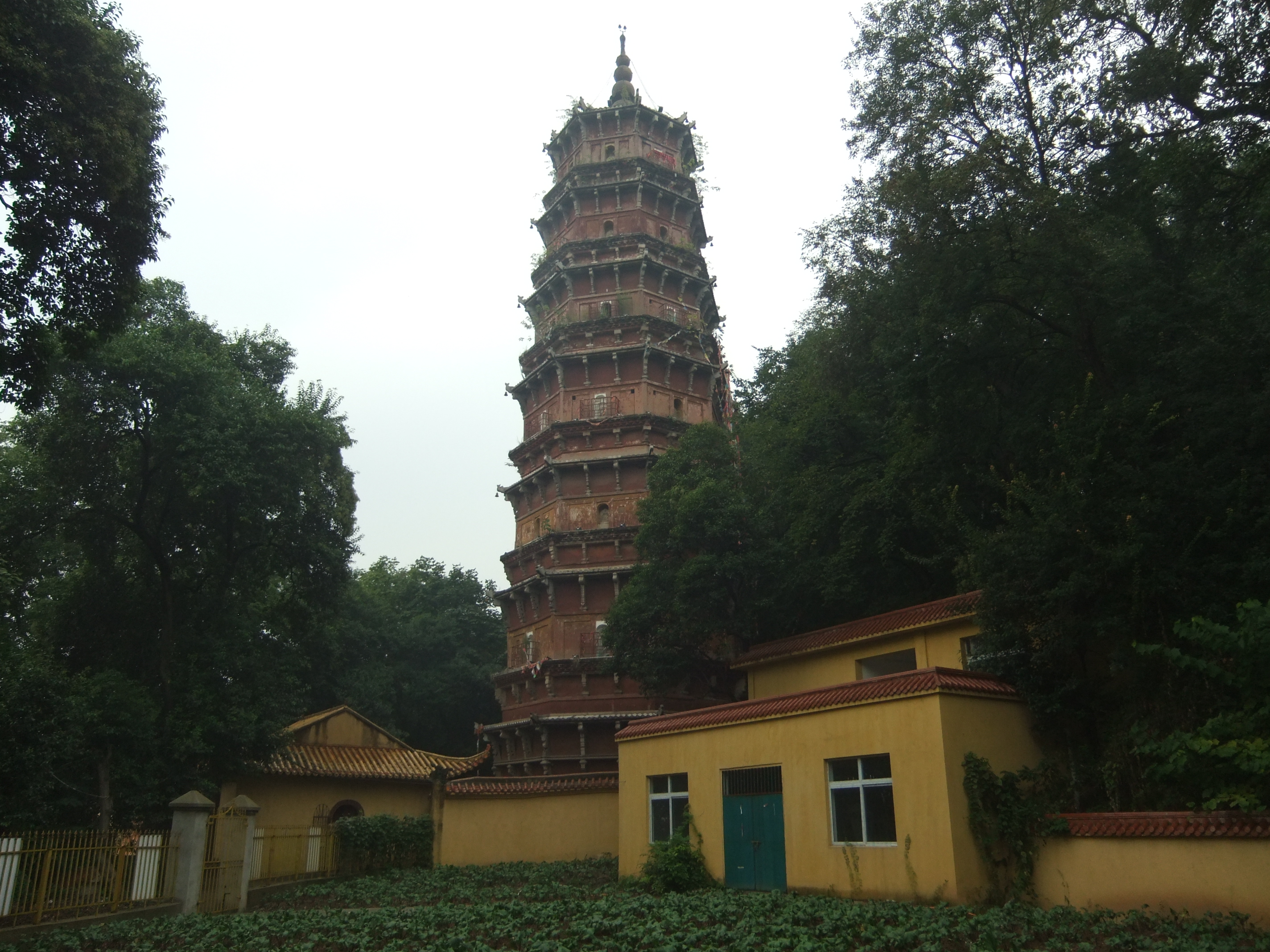
洪山宝塔
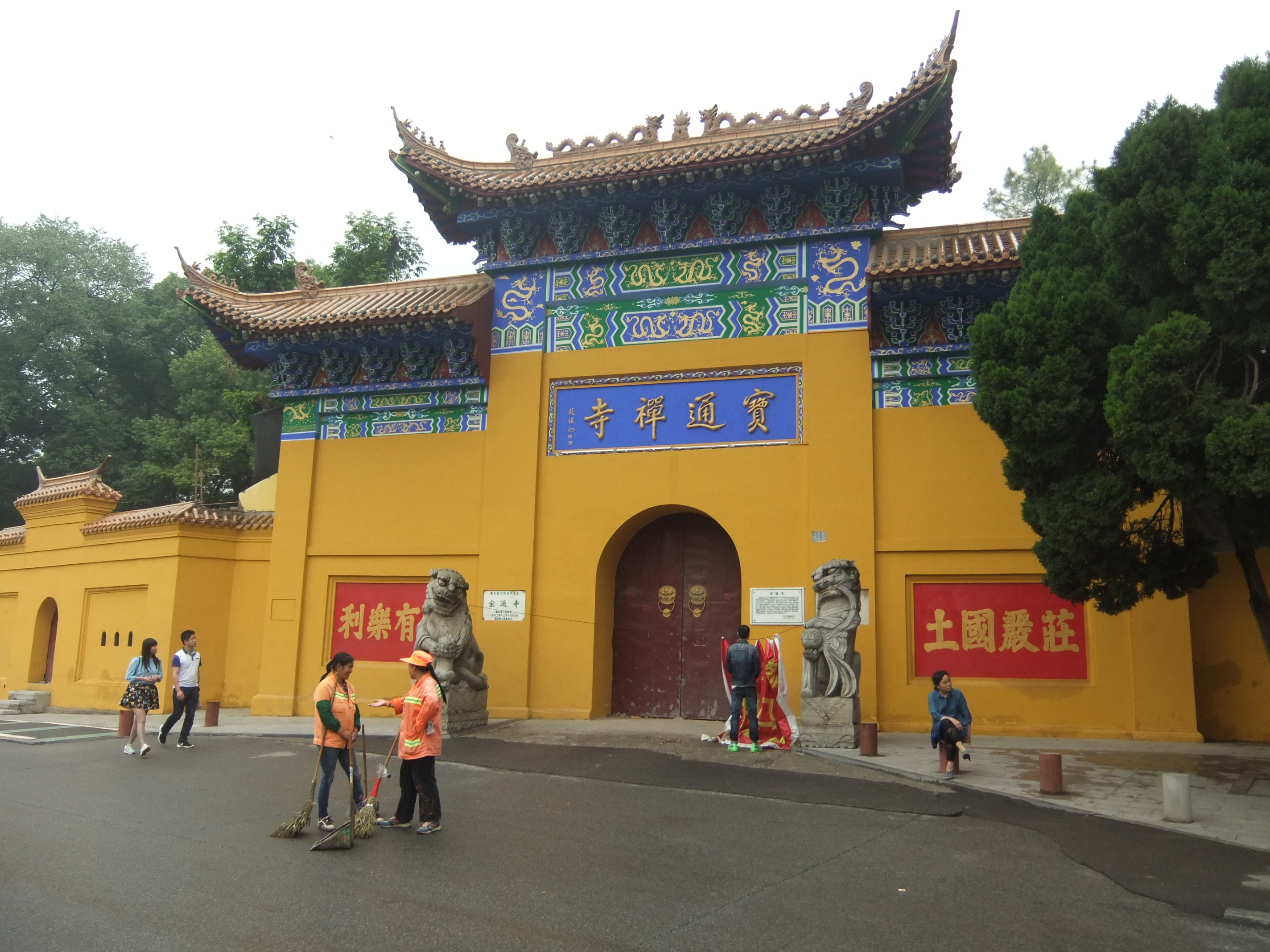
山門
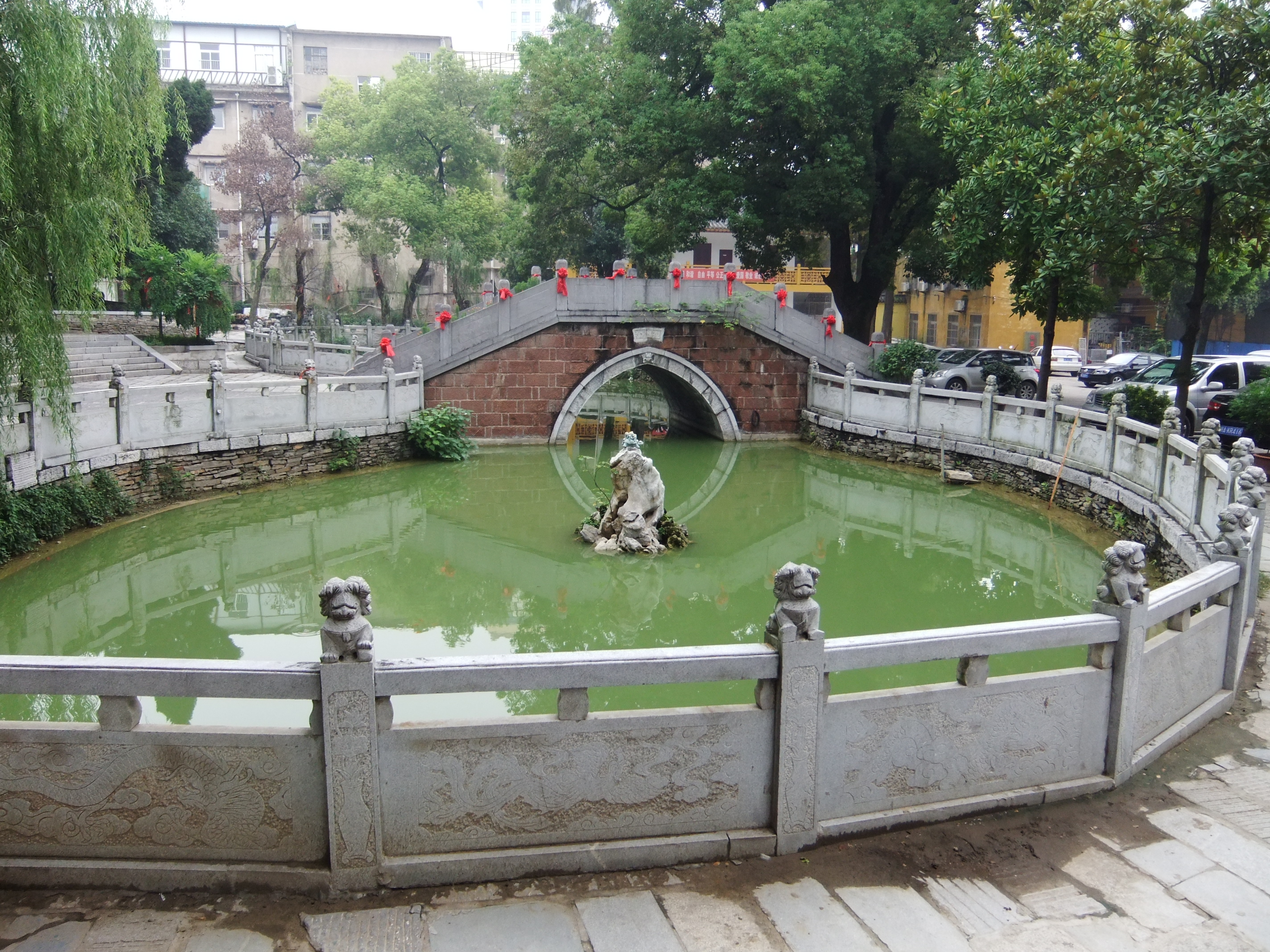
放生池
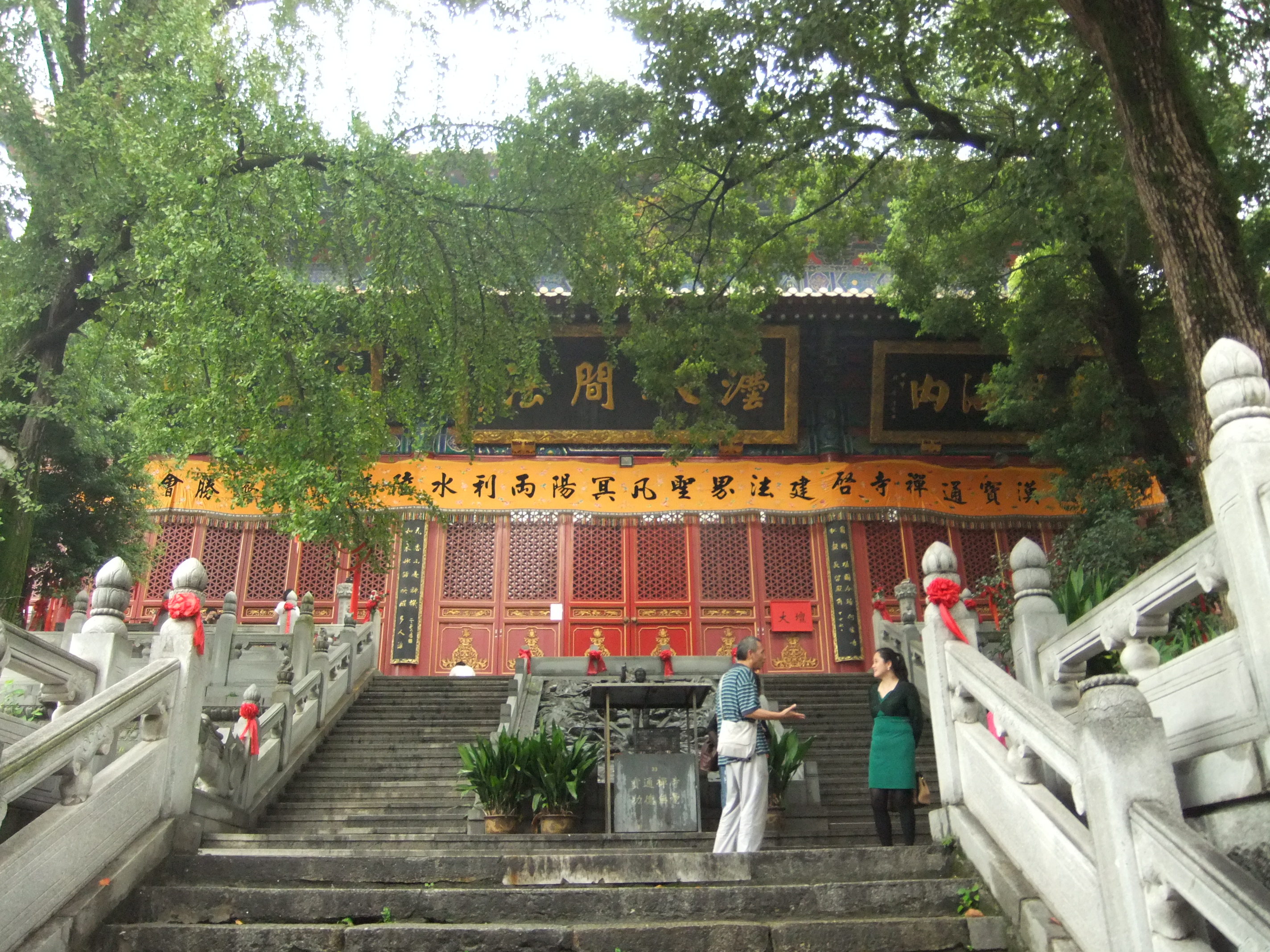
大雄宝殿
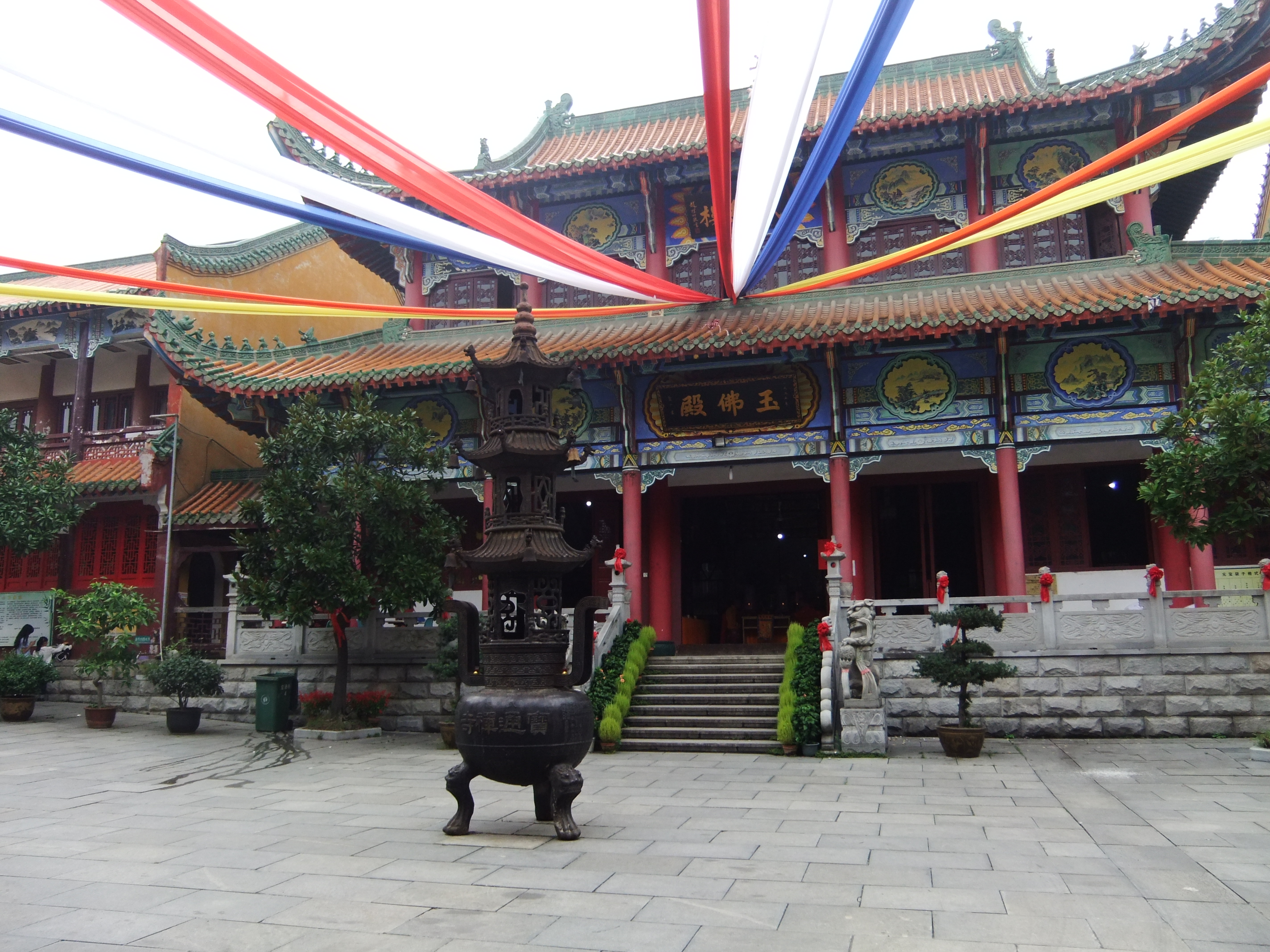
蔵経楼
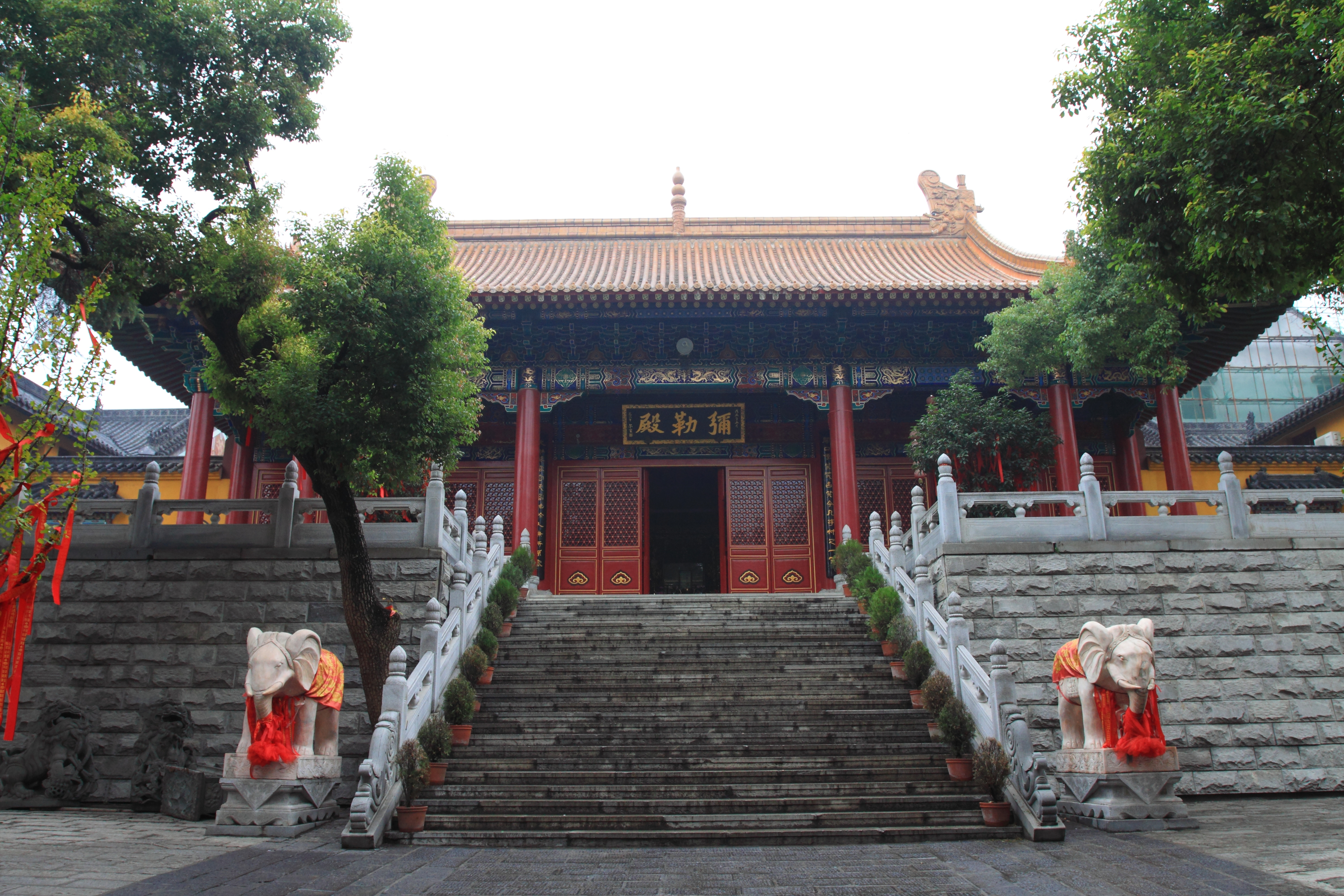
弥勒殿

## 交通機関
- 武漢地下鉄2号線宝通寺駅